# 千葉火鍋
千葉火鍋（英語：chien-yen Hot Pot）是台灣嘉義縣民雄鄉的一家連鎖店火鍋品牌，為千葉餐飲集團旗下最主要的事業體，提供無限自助取用服務。千葉火鍋前身千葉超市於1997年創立於嘉義縣民雄鄉，後於2005年在雲林縣斗六市成立創始店『斗六旗艦店』（後改為新千葉火鍋），至2022年，集團在台灣共有27家連鎖店。

## 旗下品牌
- 千葉火鍋：19
- 陽光皇后：4
- 鼎盛十里：2
- 新千葉火鍋：2
- 陽光你好：1

## 外部連結
- 官方网站
- 千葉火鍋的Facebook專頁
- 千葉火鍋的Instagram帳戶